# Namamugi-Zwischenfall

Der Namamugi-Zwischenfall auf einem japanischen Farbholzschnitt des 19. Jahrhunderts – in der Mitte der Abbildung ist Charles Lennox Richardson zu sehen

Der Namamugi-Zwischenfall (jap. 生麦事件, Namamugi jiken) war ein Angriff von Samurai auf britische Ausländer in Japan am 14. September 1862. Er ist auch unter den Begriffen Kanagawa-Zwischenfall oder Richardson-Affäre bekannt. Das Ergebnis dieses Zwischenfalls war, dass Kagoshima von britischen Schiffen beschossen wurde. In der japanischen Geschichtsschreibung wird dieses Bombardement als Krieg zwischen dem Daimyat Satsuma und Großbritannien gewertet, daher ist es dort auch unter dem Namen Britisch-Satsumischer-Krieg bekannt.
An der Stelle des Vorfalls steht heute ein Denkmal (35° 29′ 28,73″ N, 139° 39′ 48,69″ O).

## Verlauf des Zwischenfalls

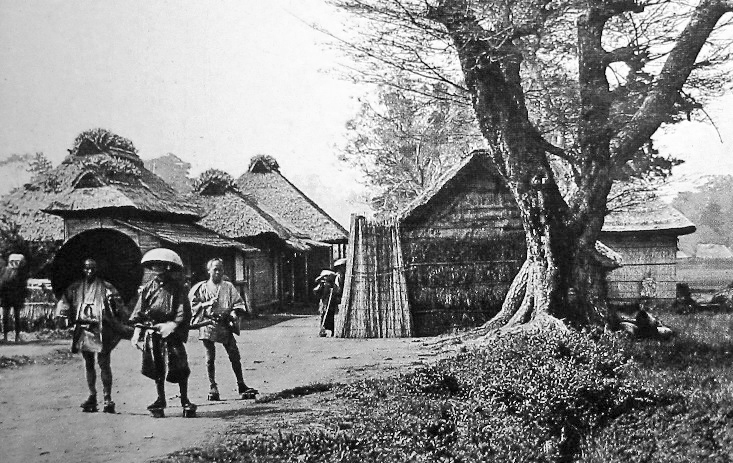
Eingang des Dorfes Namamugi im Jahr 1862

Vier britische Staatsbürger, nämlich der in Shanghai tätige Kaufmann Charles Lennox Richardson, zwei andere Männer und eine Frau namens Borrodaile, reisten auf der Fernstraße Tōkaidō in Richtung des Tempels Heiken-ji im heutigen Kawasaki. Als sie durch das Dorf Namamugi im Landkreis Tachibana in der Provinz Musashi (heute: Namamugi, Tsurumi-ku, Yokohama, Präfektur Kanagawa) kamen, begegneten sie dem Daimyō von Satsuma, Shimazu Hisamitsu, mit seinem Gefolge aus etwa 1000 Personen. Die Briten versäumten es aus Unwissenheit und Arroganz, in Ehrerbietung für den Daimyō von ihren Pferden zu steigen, wie es zur damaligen Zeit in Japan vorgeschrieben war. Auch die Aufforderungen der Wachen des Daimyō ignorierte Richardson, der in Shanghai für seinen Hochmut gegenüber Asiaten (und für seine Brutalität gegenüber einem für ihn tätigen Kuli) bekannt war. Richardson pflegte zu sagen, er wisse schon, wie er mit „Orientalen“ umzuspringen habe. Daraufhin wurden Richardson und seine Begleiter von den Samurai der Eskorte mit dem Schwert angegriffen, um sie für die Missachtung des Daimyō zu bestrafen. Richardson wurde getötet und die anderen beiden Männer schwer verletzt.

## Britische Reaktion
Als der Vorfall bei den im Kannai-Viertel in Yokohama ansässigen Ausländern bekannt wurde, befürchteten sie, dass ihnen Ähnliches widerfahren könnte. In dieser Zeit gab es mehrere Übergriffe von Männern aus dem Daimyat Chōshū (Provinz Nagato) auf Ausländer in Yokohama. Es kam zu zwei nächtlichen Angriffen auf das Gebäude der britischen Gesandtschaft in Yokohama. Zudem wurden ausländische Schiffe, die die Straße von Shimonoseki passieren wollten, von Küstenbatterien bei Nagato beschossen. Viele Händler appellierten an ihre Regierungen, die Japaner zur Beachtung der Handelsverträge zu zwingen und gegebenenfalls Vergeltung zu üben.
Die Briten entsandten eine Flottille von zwölf Schiffen unter dem Kommando von Admiral Augustus Leopold Kuper, die im Februar 1863 vor Yokohama eintraf. Am 6. April 1863 forderten die Briten vom Tokugawa-Shōgunat eine Sühnezahlung von 100.000 Pfund Sterling. Zudem verlangten sie vom Shōgun Tokugawa Iemochi, die Mörder zu verurteilen und in Gegenwart britischer Offiziere hinzurichten. Die Japaner empörte, dass die Briten mit der Forderung des Prozesses das Urteil gleich mitlieferten. Zudem sah sich das Shōgunat außerstande, sich gegen den Daimyō von Satsuma durchzusetzen. Denn die Daimyate Satsuma und Chōshū wurden von einer gegen das Shōgunat opponierenden Bewegung unterstützt, deren Motto lautete: Sonnō jōi („Verehrt den Kaiser, hinweg mit den Barbaren“). So zahlte die japanische Regierung schließlich die geforderte Sühne.

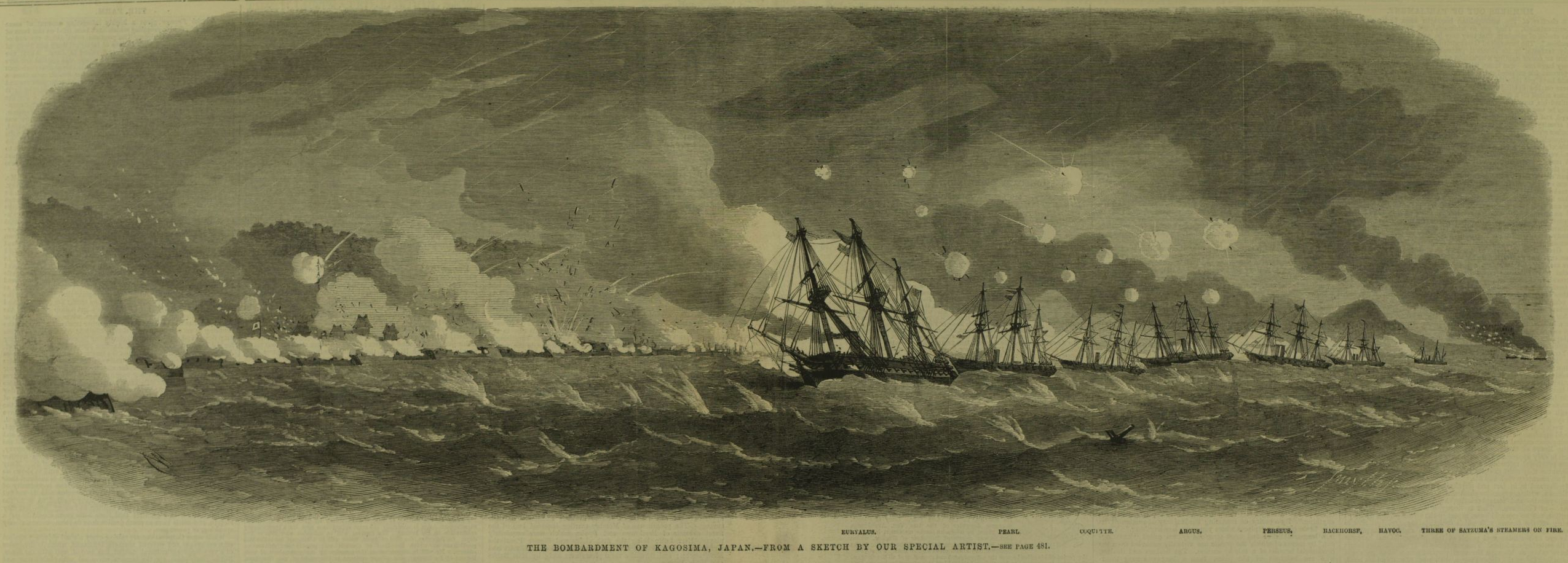
Die Bombardierung von Kagoshima durch die britische Flotte, Illustration aus der Zeitschrift Illustrated London News, Ausgabe vom 7. November 1863

## Beschießung von Kagoshima
Die zweite britische Forderung blieb unerfüllt: Der Shimazu-Daimyō von Satsuma ließ die Mörder nicht verhaften. Nach Ablauf eines Ultimatums übten die Briten am 15. August 1863 Vergeltung, indem sie von ihren Schiffen den Hafen seiner Hauptstadt Kagoshima beschossen. In der Stadt brach Feuer aus, 500 Häuser brannten nieder, fünf Bewohner kamen zu Tode. Auf britischer Seite starben 13 Seeleute, die meisten von ihnen auf der HMS Euryalus, die einen Volltreffer durch die Küstenbatterien von Kagoshima erhielt. Drei japanische Dampfboote wurden versenkt.
Das war das erste Mal, dass Großbritannien seine Kanonenbootpolitik auf Japan anwandte. Aufgrund der erlittenen Beschädigungen zogen sich die britischen Schiffe nach der Beschießung von Kagoshima wieder nach Yokohama zurück. Im Dezember 1863 erhielten die Briten weitere 25.000 Pfund Sterling, gewissermaßen als Ersatz dafür, dass ihnen die Mörder nicht ausgeliefert worden waren.

## Nachwirkungen
Der Namamugi-Zwischenfall und die Beschießung von Kagoshima lösten ausgedehnte Debatten im Unterhaus des britischen Parlaments aus. John Bright griff die Regierung Palmerston deswegen an. Doch die britischen Kaufleute, das Foreign Office und die Admiralität blieben entschlossen, sich Zugang zu Japan zu verschaffen. Am 5. September 1864 öffnete eine alliierte Flotte, deren Schiffe von Frankreich, Großbritannien, den Vereinigten Staaten und den Niederlanden gestellt wurden, die Straße von Shimonoseki durch die Zerstörung der japanischen Küstenbatterien.

## Weblink
- Daylan Cosco: The Namamugi Incident. In: Yokohama echo. März 2003, archiviert vom Original am 8. Februar 2006; abgerufen am 10. Januar 2015 (englisch).